# Coris debueni
 Coris debueni és una espècie de peix de la família dels làbrids i de l'ordre dels perciformes.

## Morfologia
Els mascles poden assolir els 22,5 cm de longitud total.

## Distribució geogràfica
Es troba a l'Illa de Pasqua.